# Trattato di Lyck
Il trattato di Lyck fu un trattato firmato da Vitoldo, futuro granduca di Lituania, e i Cavalieri teutonici, rappresentati da Marquard von Salzbach, dal komtur Arnold von Bürglen, e da Thomas, figlio del duca lituano Survila. Fu firmato il 19 gennaio 1390 a Lyck, nello stato monastico dei Cavalieri Teutonici, (ora Ełk, Polonia). Vitoldo, in cambio di alleanza militare contro suo cugino Jogaila durante la guerra civile lituana (1389-1392), accettò di cedere la Samogizia fino al fiume Nevėžis e diventare il vassallo dell'Ordine. Sostanzialmente, Vitoldo confermò il trattato di Königsberg (1384) che aveva firmato con i Cavalieri durante la guerra civile lituana (1381-1384). Poiché erano stati traditi, i Cavalieri ora chiesero ostaggi come garanzia della lealtà di Vitoldo. Richiesero di tenere in ostaggio i suoi fratelli Sigismund e Tautvilas, la moglie Anna, la figlia Sofia, la sorella Rymgajla, il cognato Ivan Olshanski, e un certo numero di altri nobili.
Vitoldo avviò i negoziati quando non riuscì a conquistare Vilnius, la capitale del Granducato. Mandò Marquard von Salzbach e il conte di Rheineck, due cavalieri tenuti prigionieri dal 1384, per negoziare in sua vece. Il trattato fu firmato in segreto per non farlo sapere a Jogaila e a suo fratello Skirgaila. I Cavalieri riuscirono a convincere Skirgaila che erano pronti a negoziare la pace con lui, ed egli tornò a Vilnius da Polock anticipando l'emissario teutonico.
Il trattato di Lyck fu rafforzato dal trattato di Königsberg (1390), firmato da Vitoldo e una delegazione samogiziana, che promise la sua lealtà al "re della Samogizia" Vitoldo. I Cavalieri aiutò Vitoldo a dichiarare guerra contro Jogaila, ma i cugini si riconciliarono nel 1392 firmarono il trattato di Astrava. I Cavalieri furono traditi un'altra volta: Vitoldo bruciò tre dei loro castelli e non cedettero la Samogizia. Continuarono a dichiarare guerra fino al trattato di Salynas del 1398; le contese territoriali sulla Samogizia si protrassero fino al trattato di Melno del 1422. 